# 岡田智博

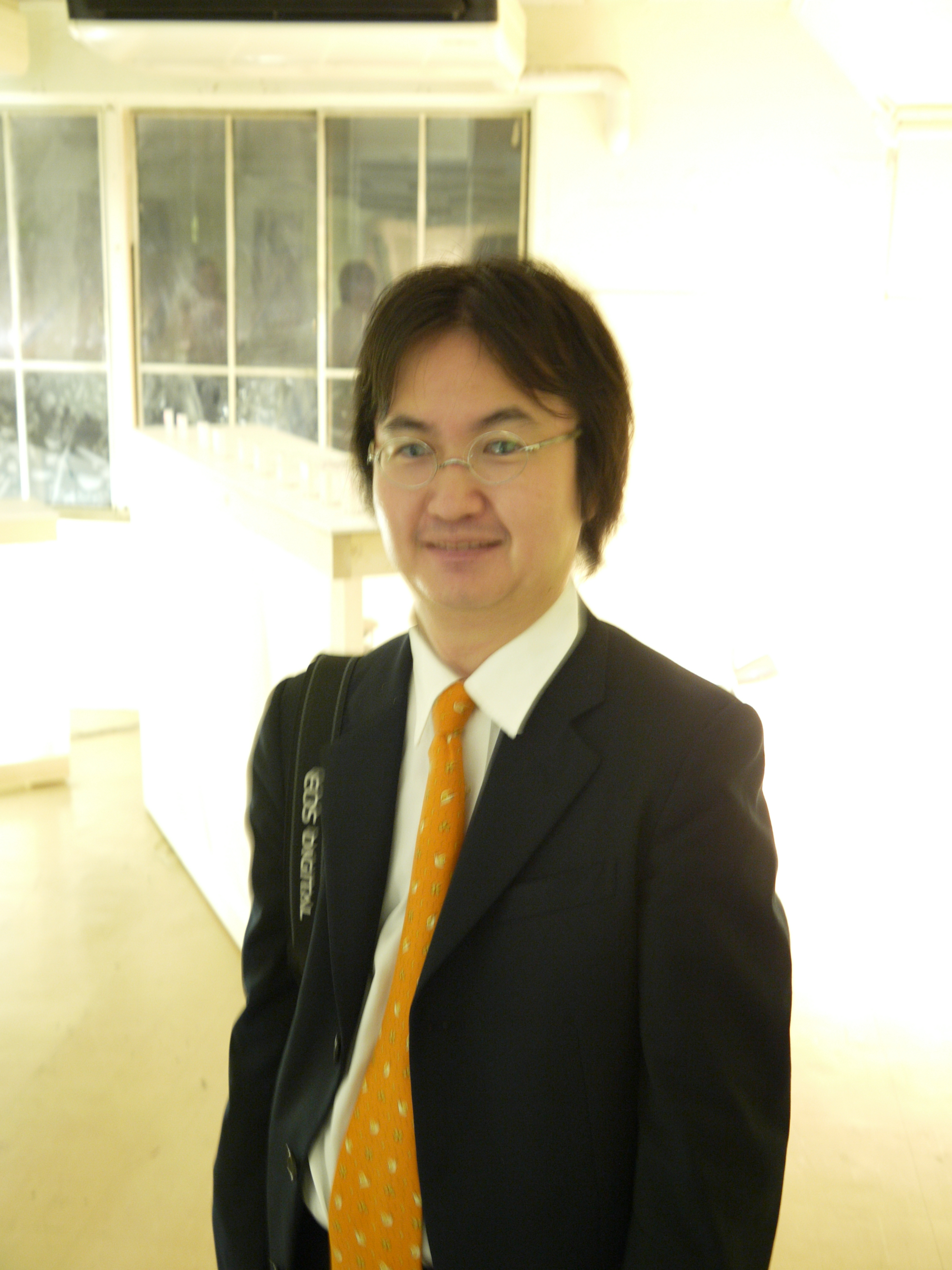
岡田智博、2008年7月

岡田 智博（おかだ ともひろ、1971年 - ）は、日本のメディア文化アナリスト 、ファシリテーター、ディレクター、一般社団法人クリエイティブクラスター代表理事、一般社団法人ブルーオーシャン代表理事、サイバー文化学者。ソーシャルキャピタリストも名乗っている。
1995年よりメディアアート分野における日本でのプロモーション活動を独自に行ってきた。また、インタラクションデザインでの調査研究、プロデューサー、キュレーター及び執筆者としていくつものインタラクティブなプロジェクトの開発や事業を行っている。
自民党支持を公言し、工業、文化事業分野での政府機関や各経済研究所との文化的な政策決定に関わることも多い。メディアアートやデザイン等の創造性を活用したクリエイティブシティや創造産業づくりによる地域振興を目的として、地方自治体やエージェンシーと連携し、カンファレンスやシンポジウムを通して、クリエイティブ分野に精通したコンサルタントとして助言や活動などを行っている。
東京藝術大学課程研究で創造産業のイノベーションを題材とする分野では初の博士を取得しており、文理融合を体現する存在として、実践と研究で常にアップデートをしながら創発に取り組んでいる。

## 経歴
- 1971年 - 長野県松本市生まれ
- 1998年8月 - マルチメディア・アライアンス福岡[10]（福岡県）設立理事
- 2000年3月 - 九州芸術工科大学 芸術工学研究科 視覚芸術学 修士
- 2002年3月 - 東京大学大学院情報学環・学際情報学府学際情報学 修士[11]
- 2005年1月 - NPO法人クリエイティブクラスター[12][13]設立代表理事
- 2008年- 2012年　跡見学園女子大学　非常勤講師[14]
- 2014年3月 - 東京藝術大学 博士[15]
- 2014年-2017年　駒澤大学　非常勤講師
- 2019年4月 - 青山学院大学 非常勤講師
- 2021年4月 - 東京藝術大学  教養教育センター  特任助教 (コーディネーター)[16]

## 来歴
1971年長野県松本市生まれ。AO入試で入学した信州大学経済学部、ニューヨーク大学大学院 School Of Education (Media Ecology) を経て、日本に帰国後、1990年代後半から2000年代初期にかけてオン・ザ・エッヂ (ライブドア)の創立以前をはじめとする複数のIT企業のスタートアップに参画。その後、マルチメディア・アライアンス福岡設立活動のため福岡市に拠点を移すと同時に、九州芸術工科大学(現九州大学) 芸術工学研究科 視覚芸術学において修士を取得する。
2001年には東京大学大学院情報学環学際情報学府において修士論文「高度情報化社会における文化的促進機関としてのメディア・センターの研究」を発表する。2014年には東京藝術大学で創造都市論を基調として博士論文「IT関連クリエイティブ産業の発展と創造クラスターの相関関係 : アムステルダム・札幌・モントリオールの都市事例を中心に」を発表、メディアアート、インタラクティブに関わる地域創生、およびIT、情報産業の第一人者として活躍している。
また、文化庁メディア芸術人材育成支援事業においては、2010年度・2011年度・2013年度と三度の支援を受け、自身の行う「エレクトリカルファンタジスタ」とともに、数々の若手クリエイター、デザイナーの発掘を行ってきた。2012年には、い森のメディアアートワークショップにてファシリテーターを務めた。
2018年には、沖縄県石垣市の石垣市文化観光振興プラン作成の取りまとめを担当した。
2020年には、文化庁メディア芸術祭小樽展でディレクターを務めた。

## 参加プロジェクト
- 2003 横浜知財ITクラスター（横浜市・関東経済産業局）（横浜市） マネージャー、グランドデザイン[22]
- 2005 エヴォリューションカフェ[23]（横浜市）プロデューサー、キュレーター[24]
- 2006, 2008 Electrical Fantasista [25]プロデューサー、キュレーター（横浜市）[26]
- 2009 Media Arts in the World Mapping
- 2009 クリエイティブカフェ 大阪（大阪市）
- 2010 文化庁メディア芸術祭巡回企画展札幌展（札幌市）
- 文化庁メディア芸術人材育成支援事業（2010年度（東京都）・2011年度（青森県）・2013年度（東京都））
- 2011 クリエィティブフアンタジスタ（東京都）
- 2011 ハイブリッドアートラボ（東京都府中市）企画担当[27]
- 2012 青い森のメディアアートワークショップ（青森県）ファシリテーター
- 2014 スーバーロボット展 (東京デザインウィーク 展 2014)
- 2017 文化庁メディア芸術祭石垣島展（沖縄県石垣市）ディレクター
- 2018 石垣市文化観光振興プラン（沖縄県石垣市）
- 2019 シマノバ SHIMANOVA（沖縄県石垣市）ディレクター[28]
- 2020 文化庁メディア芸術祭小樽展 (北海道小樽市) ディレクター
- 2021 Great Reset, Small Reboot （横浜市）ディレクター、キュレーター[29]
- 2021 artdemo - アート思考でイノベーションを起こすアートイノベーターたちによる20年間のデモンストレーション（オンライン開催）制作[30]
- 2021ひのはらアートプロジェクトβ（東京都檜原村）ディレクター、プロデューサー

## 出演
- 2011/10/30 「デジタルファブリケーションがもたらす美とものづくりの可能性」[27]
- 2012/07/21 世の中を前向きにするサービスのつくり方 家入一真（ハイパーインターネッツ代表）× 伊藤博之(クリプトン・フューチャー・メディア代表)×岡田智博（クリエイティブクラスター代表）[31]
- 2015/11/7 「異文化受容による新芸術創造 ―都市に求められる多様性の本質―」 同志社大学創造経済研究センター ミリク・ミラン（アムステルダム市「夜の市長」、ルチアナ・ラザレッティ（フィレンツェ大学教授）、佐々木雅幸（同志社大学経済学部教授）、岡田智博（クリエイティブクラスター理事長）、八木匡（同志社大学経済学部教授）